# 67

## Починали
- Павел, християнски апостол